# Antipoesia
L'antipoesia és un tipus de poesia rupturista, creada i sobretot desenvolupada per l'escriptor xilè Nicanor Parra (1914-2018). D’aquesta manera, Parra va crear una nova forma de fer poesia, més directa, col·loquial i proveïda de dites populars que es va oposar a la imperant al seu país a mitjan segle xx, encapçalada fonamentalment per Pablo Neruda, Vicente Huidobro i Pablo de Rokha. Nascuda com a resposta a la poesia moderna, l’antipoesia es considera afí a les preferències temàtiques i estètiques de la literatura postmoderna.